# 기후 복원력
기후 복원력, 기후 회복력, 기후 탄력성(Climate resilience)은 사람이나 생태계가 특정 기후 위험 사건으로부터 얼마나 잘 회복할 준비가 되어 있는지를 설명하는 개념이다. 이 용어의 공식적인 정의는 "사회, 경제 및 생태계가 위험한 사건이나 경향 또는 교란에 대처하는 능력"이다.:7 예를 들어, 기후 복원력은 홍수와 가뭄과 같은 기후 관련 충격으로부터 회복하는 능력일 수 있다. 다양한 행동은 지역사회와 생태계가 대처하는 데 도움이 되도록 기후 복원력을 높일 수 있다. 이러한 행동은 외부의 힘에도 불구하고 시스템이 작동하도록 유지하는 데 도움이 될 수 있다. 예를 들어, 해안 지역사회를 홍수로부터 보호하기 위해 방파제를 건설하는 것은 그곳의 기존 생활 방식을 유지하는 데 도움이 될 수 있다.
기후 복원력을 높이는 것은 사람, 지역사회 및 국가의 기후 취약성을 줄여야 함을 의미한다. 이는 여러 가지 방법으로 이루어질 수 있다. 기술 및 인프라 변경(건물 및 도로 포함) 또는 정책(예: 법률 및 규제)이 될 수 있다. 또한 사회 및 지역사회 접근 방식뿐만 아니라, 예를 들어 숲과 같은 생태계를 복원하여 기후 영향에 대한 자연적인 장벽 역할을 하는 자연 기반 접근 방식도 있다. 이러한 유형의 접근 방식은 기후변화 적응으로도 알려져 있다. 기후 복원력은 적응을 포함하는 더 넓은 개념이지만 위험 관리에 대한 시스템 전반의 접근 방식을 강조하기도 한다. 이러한 변화는 지역사회 행동에서부터 국제 조약에 이르기까지 사회의 모든 규모에서 구현되어야 한다. 또한 시스템과 사회를 변화시키고 변화된 기후에 더 잘 대처해야 할 필요성을 강조한다.
사회를 더 탄력적으로 만들기 위해 기후 정책과 계획은 지속가능성을 지원하는 선택에 따라 형성되어야 한다. 이러한 종류의 개발은 기후 탄력적 개발로 알려지게 되었다. 이는 지속 가능한 발전을 위한 새로운 패러다임이 되었다. 전 세계 모든 부문에서 이론과 실제에 영향을 미친다. 이러한 종류의 개발에 속하는 두 가지 접근 방식은 기후 탄력적 인프라와 기후 스마트 농업이다. 또 다른 예는 기후 탄력적 물 서비스이다. 이는 모든 계절과 심지어 기상이변 시에도 고품질 식수에 대한 접근을 제공하는 서비스이다. 모든 대륙에서 정부는 이제 파리 협정 (2015년) 및 지속가능 개발 목표와 같은 국제 프레임워크에 의해 주도되는 기후 탄력적 경제를 위한 정책을 채택하고 있다.
기후 복원력을 측정하는 도구가 존재한다. 이를 통해 표준화된 지표를 통해 다양한 그룹의 사람들을 비교할 수 있다. 객관적인 도구는 복원력에 대한 고정되고 투명한 정의를 사용한다. 객관적인 도구의 두 가지 예는 복원력 지수 측정 및 분석(RIMA)과 시간 경과에 따른 생계 변화(LCOT)이다. 반면에 주관적인 접근 방식은 사람들이 복원력을 구성한다고 느끼는 감정을 사용한다. 사람들은 자신의 복원력에 대해 스스로 평가한다.

## 정의
기후 복원력은 일반적으로 홍수 및 가뭄과 같은 기후 관련 충격으로부터 회복하거나 취약성을 완화하는 능력으로 간주된다. 이는 기후 위험 및 변동성의 위험에 대한 취약성을 완화하고 변화하는 패턴에 적응하는 모든 사람의 능력을 강화하는 정치적 과정이다.
기후변화에 관한 정부간 협의체 제6차 평가 보고서는 기후 복원력을 "사회, 경제 및 생태계가 위험한 사건이나 경향 또는 교란에 대처하는 능력"으로 간주한다. 여기에는 재편성하고 학습하는 능력이 포함된다.:7
복원력은 여러 부문과 분야에 걸쳐 이야기될 수 있기 때문에 유용한 개념이지만, 이로 인해 다양한, 때로는 상충되는 정의로 해석될 여지도 있다. 기후 복원력의 정의는 개념적 및 실질적 측면에서 격렬하게 논의되고 있다.:7
하나의 프레임워크에 따르면, 복원력의 세 가지 기본 능력은 적응 능력, 예측 능력 및 흡수 능력이다. 이러한 각 능력은 더 쉽게 인식될 수 있으며, 이는 어떤 변화도 더 쉽게 추적될 수 있음을 의미한다. 초점은 행동이나 프로그램의 결과로서의 복원력과 개선을 측정하는 방법에 있다.
기후 복원력은 기후변화 적응과 밀접한 관련이 있는데, 둘 다 기후 현상에 저항하는 시스템의 능력을 강화하는 것과 관련이 있기 때문이다. 적응과 복원력은 종종 상호 교환적으로 사용되지만, 중요한 차이점이 있다.
- 복원력은 변화를 흡수하기 위한 더 체계적인 접근 방식을 포함한다. 이는 이러한 변화를 사용하여 더 효율적이 되는 것을 포함한다. 이 아이디어는 교란이 기회를 만들 때 사람들이 시스템을 재편성하기 위해 개입할 수 있다는 것이다.[9]:174[10][11] 기후 복원력은 여러 충격에 대한 시스템 수준의 복원력을 구축하는 중요한 부분이다.[12]:6
- 적응은 사람이나 자연이 기후변화의 부정적인 영향에 적응하도록 돕는 모든 행동 또는 과정이다. 더 드물게는 이러한 변화를 활용하는 것에 관한 것이다.[13]

기후 탄력적 개발은 최근 등장한 밀접하게 관련된 작업 영역이자 연구 주제이다. 이는 적응, 완화 및 개발 솔루션이 함께 추구되는 상황을 설명한다. 이는 행동 간의 시너지 효과를 얻고 상충 관계를 줄이는 데 도움이 될 수 있다.:172

## 구현

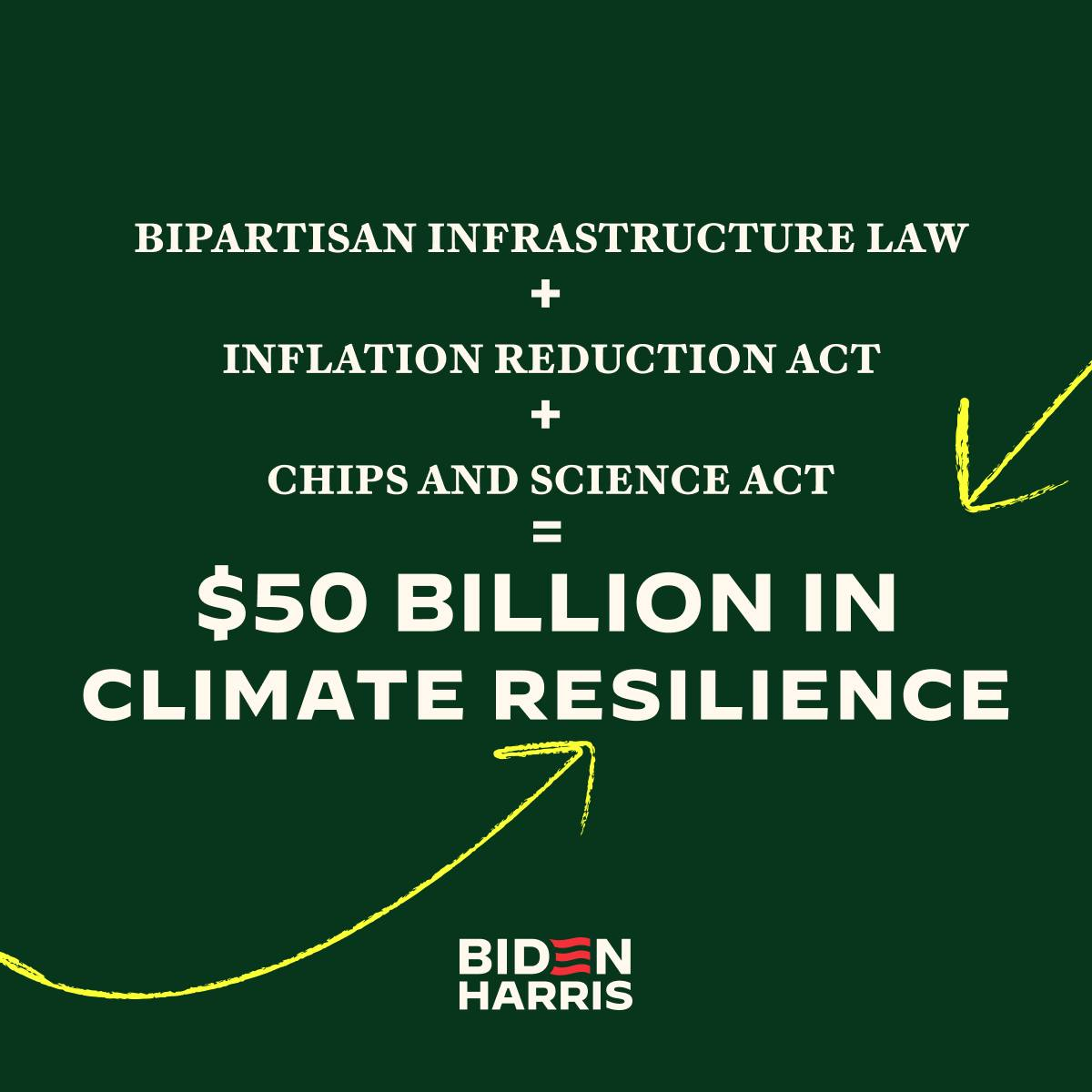
조 바이든의 미국 재선 캠페인에서 사용된 기후 복원력 그래픽.

현재 기후 복원력에 관한 대부분의 작업은 기존 시스템과 구조를 유지하기 위해 취해진 조치에 중점을 두고 있다. 이러한 적응은 또한 변혁적인 행동보다는 점진적인 행동으로 간주된다.:130,134 이러한 적응은 외부의 힘에도 불구하고 시스템이 작동하도록 유지하는 데 도움이 될 수 있다. 예를 들어, 해안 지역사회를 홍수로부터 보호하기 위해 방파제를 건설하는 것은 그곳의 기존 생활 방식을 유지하는 데 도움이 될 수 있다.:179 이러한 방식으로 구현된 적응은 교란 후 회복하기 위해 다시 튀어 오르는 방식으로서 복원력을 기반으로 한다.:130, 134
반면에 기후 복원력 프로젝트는 변혁적 적응을 촉진하고 지원하는 활동이 될 수도 있다. 이는 변혁적 적응이 규모에 따른 구현과 이상적으로는 시스템 수준의 구현과 연결되어 있기 때문이다.:72:26 변혁과 전환 과정은 주요 시스템과 부문을 규모에 따라 다룬다. 여기에는 에너지, 토지 및 생태계, 도시 및 인프라, 산업 및 사회가 포함된다.:125 구조적 변화도 변혁적인 것으로 인식된다. 해안 지역사회의 토지 이용 규제를 변경하고 관리 퇴각 프로그램을 수립하는 것이 구조적 변화의 예이다.:179 그러나 변혁은 사회 정의를 통합하지 않고, 권력 차이와 정치적 포용을 고려하지 않으며, 모든 사람의 소득과 복지 개선을 제공하지 않으면 실패할 수 있다.:171
기후 복원력 구축은 광범위한 행위자와 주체가 참여하는 도전적인 활동이다. 개인, 지역사회 단체, 기업, 모든 수준의 정부 및 국제 기구가 참여할 수 있다. 연구에 따르면 모든 규모에서 기후 복원력 노력의 성공적인 지표는 기후 변화로 인한 위험을 식별하고 해결하는 작업을 효과적으로 수행할 수 있도록 이미 준비된 사회, 정치, 경제 및 금융기관의 잘 개발된 기존 네트워크이다. 이러한 네트워크를 이미 개발한 도시, 주 및 국가는 일반적으로 훨씬 더 높은 순이익과 국내총생산 (GDP)을 가지고 있다.

## 부문별

### 개발
"기후 탄력적 개발"은 전 세계 모든 부문에서 이론과 실제에 영향을 미치면서 지속 가능한 발전의 새로운(비록 논란이 있지만) 패러다임이 되었다. 물 부문에서 특히 그러한데, 물의 안정성은 기후 변화와 밀접하게 관련되어 있기 때문이다. 모든 대륙에서 정부는 파리 협정 (2015년) 및 지속가능 개발 목표와 같은 국제 프레임워크에 의해 부분적으로 주도되는 기후 탄력적 경제를 위한 정책을 채택하고 있다.
기후 탄력적 개발은 "모두를 위한 지속 가능한 발전을 촉진하기 위해 적응 조치와 그 가능 조건을 완화와 통합"한다.:28 이는 형평성 및 시스템 전환 문제와 관련되어 있으며, 인간, 생태계 및 행성 건강을 위한 적응을 포함한다.:7 기후 탄력적 개발은 여성, 청소년, 원주민, 지역사회 및 소수 민족을 포함한 전통적으로 소외된 그룹과의 파트너십을 개발함으로써 촉진된다.:29
기후 탄력적 개발을 달성하려면 다음과 같은 조치가 필요하다: 기후 정보 증가, 유연하고 동적인 시스템을 위한 자금 조달 및 기술 역량 증가. 이는 소외된 지역사회의 사회생태학적 복원력 및 맥락별 가치에 대한 더 큰 고려와 의사 결정에서 가장 취약한 사람들과의 의미 있는 참여와 결합되어야 한다. 결과적으로 복원력은 지속 가능한 개발에 적용될 때 다양한 도전과 기회를 만들어낸다.

### 기반 시설

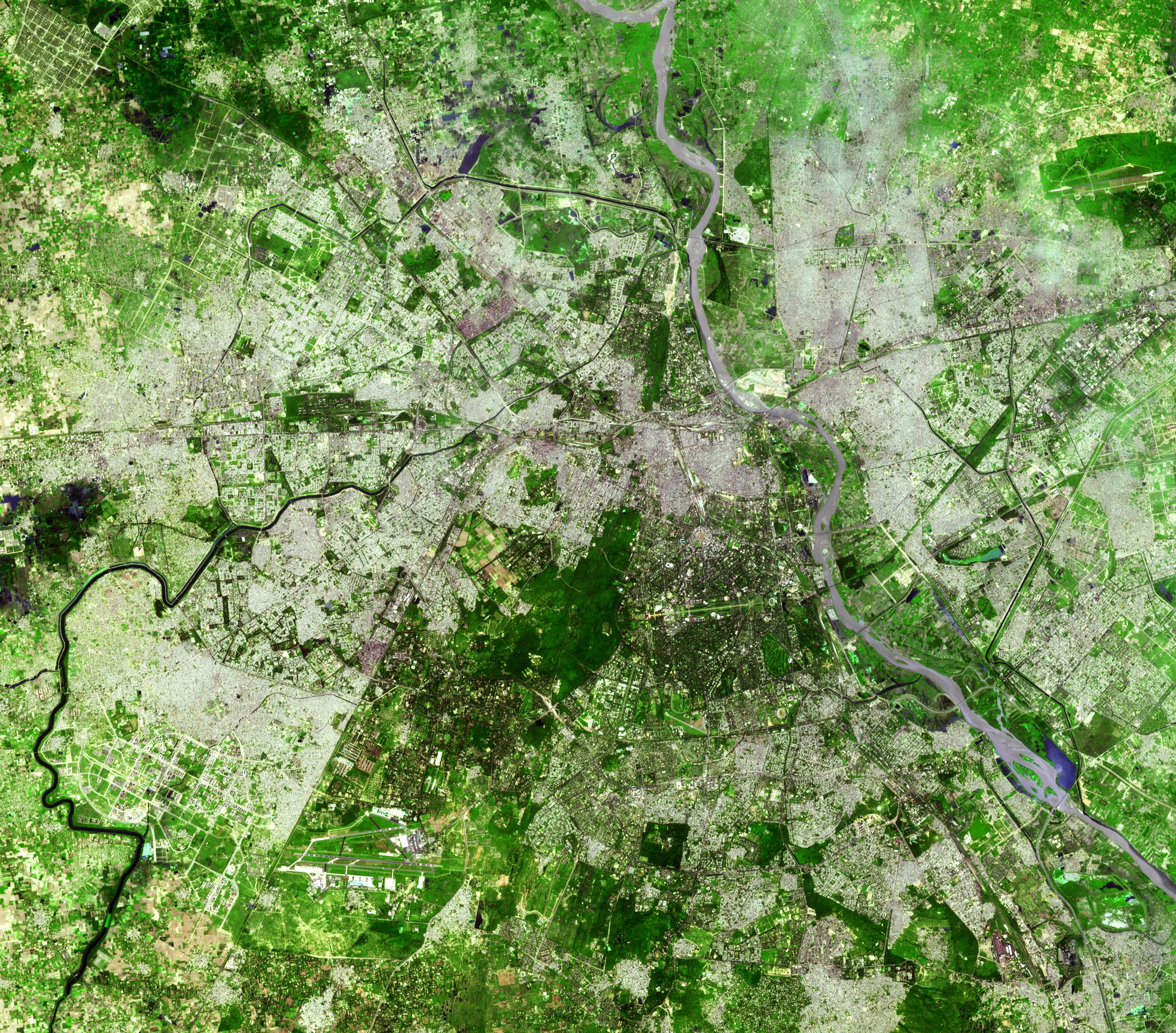
델리 시의 기후 복원력을 향상시키기 위해 도시숲이 개발되고 있는 인도의 델리 상공 모습.

기반 시설의 실패는 원래 사건 발생지에서 멀리 떨어져 있고, 즉각적인 실패 이후에도 상당한 기간 동안 광범위한 결과를 초래할 수 있다. 또한, 인프라 시스템 상호 의존성에 대한 의존도 증가와 기후 변화 및 인구 증가의 영향이 결합되어 취약성과 노출을 증가시키고, 치명적인 실패의 가능성을 높인다. 이러한 취약성을 줄이고 제한된 자원과 기후 예측에 대한 미래 불확실성을 인식하기 위해 신규 및 기존의 오래 지속되는 인프라는 기후 복원력을 위해 자원을 적절히 할당하고 설계하기 위해 위험 기반 엔지니어링 및 경제 분석을 거쳐야 한다.
건물 및 인프라 설계 표준, 투자 및 평가 기준, 모델 건축 코드에 기후 예측을 통합하는 것은 현재 일반적이지 않다. 일부 복원력 지침 및 위험 정보 프레임워크는 공공 기관에 의해 개발되었다. 이러한 매뉴얼은 적응형 설계 방법, 극한 특성 파악, 홍수 설계 기준 개발, 홍수 부하 계산 및 더 심각한 기후/날씨 극한을 설명하는 적응형 위험 관리 원칙 적용에 대한 지침을 제공할 수 있다. 한 가지 예는 뉴욕시의 "기후 복원력 설계 지침"이다.

### 생태계
생태학에서 복원성(Resilience)은 자연 환경 및 생태계에서 오염이나 작은 변화가 나타났을 시 자정할 수 있는 능력을 일컫는다. 이러한 예로는 산불과 같은 화재, 홍수, 곤충 개체수 폭증 및 삼림 벌채, 외래종 도입과 같은 인위적인 활동도 포함된다.
1. 작은 변화가 계속해서 나타난 이후 평형화를 이루고자 하는 경우, 생태계에서 어느 정도의 시간이 걸리는가
2. 원래의 기능, 구조, 순환 등으로 돌아가고자 하는 방향을 인지하고 또한 변화 양상을 흡수해내는 능력

인간으로 인한 기후 변화는 생태계 복원력을 악화시킬 수 있다. 이는 생태계에서 체제 전환을 초래하여 종종 덜 바람직하고 퇴화된 상태로 이어진다. 반면에 일부 인간의 행동은 생태계를 더 탄력적으로 만들고 종들이 적응하는 데 도움이 될 수 있다. 예를 들어, 더 넓은 반자연 서식지를 보호하고 종의 이동을 돕기 위해 경관의 부분들 사이에 연결 고리를 만드는 것이다.:283

### 재난 관리
더 큰 정부 차원에서는 더 큰 재난 대비를 통해 기후 복원력을 향상시키기 위한 일반적인 프로그램이 구현되고 있다. 예를 들어, 노르웨이와 같은 경우에는 기상이변에 대한 더 민감하고 광범위한 조기 경보 시스템 개발, 비상 전기 전원 공급원 생성, 대중교통 시스템 강화 등이 포함된다.

## 복원력 평가
정부와 개발 기관은 복원력 구축 개입을 지원하기 위해 점점 더 많은 재원을 지출하고 있다. 복원력 측정은 복원력 구축에 자원 할당을 유도하는 데 귀중한 기여를 할 수 있다. 여기에는 취약성 핫스팟의 표적 식별, 복원력의 동인에 대한 더 나은 이해, 복원력 구축 개입의 영향과 효과를 추론하는 도구가 포함된다. 최근 몇 년 동안 개인과 가구에서부터 지역사회 및 국가에 이르기까지 다양한 규모에서 복원력을 추적하고 측정하는 방법을 제공하는 많은 복원력 측정 도구가 등장했다.

### 지표 및 지수
기후 복원력을 측정하려는 노력은 현재 몇 가지 기술적 과제에 직면해 있다. 첫째, 복원력의 정의가 크게 논쟁의 여지가 있어 추적할 적절한 특성 및 지표를 선택하기 어렵다. 둘째, 가구 또는 지역사회의 복원력은 단일 관찰 가능한 지표로 측정할 수 없다. 복원력은 다양한 과정과 특성으로 구성되어 있으며, 그 중 많은 부분이 무형이며 관찰하기 어렵다(사회 자본과 같은). 결과적으로 많은 복원력 도구 키트는 대규모 프록시 지표 목록을 사용한다.
지표 접근 방식은 많은 개별 정량적 지표의 복합 지수를 사용한다. 지수 값 또는 '점수'를 생성하기 위해 가장 일반적으로 표준화된 값 세트의 단순 평균이 계산된다. 그러나 때로는 복원력의 가장 중요한 결정 요인이라고 생각되는 것에 따라 가중치가 부여되기도 한다.

### 기후 복원력 프레임워크
기후 복원력 프레임워크는 정부와 정책 입안자가 기후 변화의 영향을 해결하는 지속 가능한 솔루션을 개발하는 데 더 잘 기여할 수 있다. 우선, 기후 복원력은 다중 안정 사회 생태 시스템의 개념을 확립한다(사회 생태 시스템은 실제로 다양한 가능한 상태 주변에서 안정화될 수 있다). 둘째, 기후 복원력은 기후 변화의 영향을 평가할 때 예방 조치의 중요성을 강조하는 데 중요한 역할을 해왔다. 적응은 항상 중요한 고려 사항이 될 것이지만, 사후 변경은 지역사회와 국가가 기후 변화에 대처하는 데 제한적인 능력을 가진다. 기후 복원력을 구축하기 위해 노력함으로써 정책 입안자와 정부는 기후 변화 영향의 피해가 발생하기 전에 완화하는 보다 포괄적인 입장을 취할 수 있다. 마지막으로, 기후 복원력 관점은 시스템의 더 큰 스케일 간 연결성을 장려한다. 지역, 주 또는 국가 수준에서 고립적으로 발생하는 적응 메커니즘을 만들면 전체 사회-생태 시스템이 취약해질 수 있다. 복원력 기반 프레임워크는 훨씬 더 많은 상호 교류와 더 총체적으로 생성되고 구현되는 환경 보호를 필요로 한다.

## 도구
복원력 평가 도구는 부문, 규모 및 가구, 지역사회 또는 종과 같은 개체에 따라 다르다. 또한 평가 유형, 예를 들어 복원력 구축 개입의 효과를 이해하는 것이 목표인지 여부에 따라 다르다.

### 지역사회 복원력 평가 도구
지역사회 복원력 평가는 기후 위험으로부터의 재난을 줄이는 중요한 단계이다. 또한 재편성 기회를 활용할 준비를 하는 데 도움이 된다. 복원력에 중요한 지역사회의 환경, 사회, 경제 및 물리적 특성을 조사하는 데 사용할 수 있는 많은 도구가 있다. 사용 가능한 도구에 대한 조사에 따르면 복원력을 평가하는 표준화된 접근 방식이 없는 도구 간에 많은 차이가 있는 것으로 나타났다. 한 가지 도구 범주는 주로 결과를 측정하는 데 중점을 둔다. 대조적으로 '시작점' 또는 초기 단계에서 복원력을 측정하고 프로젝트 전체에서 지속적으로 측정하는 데 중점을 둔 도구는 덜 일반적이다.

### 생계 및 식량 안보
농촌 개발 맥락에서 복원력을 측정하기 위한 최근의 대부분의 이니셔티브는 복잡성과 높은 비용이라는 두 가지 단점을 공유한다. USAID는 소농 공급망에서 기후 복원력을 평가하기 위한 현장 가이드를 발행했다.
대부분의 객관적인 접근 방식은 복원력에 대한 고정되고 투명한 정의를 사용하며, 표준화된 지표를 통해 다양한 그룹의 사람들을 비교할 수 있도록 한다. 그러나 많은 복원력 과정과 역량은 무형이므로 객관적인 접근 방식은 조악한 프록시에 크게 의존한다. 일반적으로 사용되는 객관적인 측정치의 예로는 복원력 지수 측정 및 분석(RIMA)과 시간 경과에 따른 생계 변화(LCOT)가 있다.
복원력 측정에 대한 주관적인 접근 방식은 대조적인 관점을 취한다. 사람들은 자신의 복원력에 대한 타당한 이해를 가지고 있으며 측정 과정에 인식을 반영하려고 노력한다고 가정한다. 그들은 전문가가 다른 사람들의 삶을 평가하는 데 가장 적합하다는 개념에 도전한다. 주관적인 접근 방식은 복원력을 구성하는 사람들의 메뉴를 사용하고 그에 따라 스스로 평가하도록 한다. 예를 들어, 주관적으로 평가된 복원력 점수(SERS)가 있다.

### 기후 복원력을 위한 인공지능 도구
인공지능 (AI) 도구는 고급 데이터 분석 및 예측 기능을 제공하여 지역사회와 정책 입안자가 기후 복원력을 다루는 방식을 변화시키고 있다. 이러한 도구는 기상 패턴, 위성 이미지, 토양 조건과 같은 방대한 환경 데이터를 분석하기 위해 기계 학습 알고리즘을 활용하여 홍수, 허리케인, 가뭄과 같은 자연재해에 대한 더 정확한 예측을 가능하게 한다. 취약성과 잠재적 영향 지역을 식별함으로써 AI 기반 모델은 표적 완화 전략을 설계하고, 자원 할당을 최적화하며, 취약한 인구와 인프라를 보호하기 위한 조기 경보 시스템을 개선하는 데 도움이 된다.
또한 AI 애플리케이션은 새로운 데이터와 환경 변화로부터 지속적으로 학습하여 적응형 관리 관행을 용이하게 한다. 예를 들어, AI 기반 기후 모델은 다양한 시나리오를 시뮬레이션하여 다양한 적응 조치의 효과를 평가하고, 의사 결정자가 지속 가능한 솔루션을 구현하는 데 도움이 된다. 또한 AI 도구는 정밀 농업 기술을 통해 탄력적인 농업 관행을 개발하고, 재생 가능 에너지 배치를 최적화하며, 생태계 건강을 모니터링하는 데 사용되고 있으며, 이 모든 것은 기후 변화에 직면하여 더 강력하고 적응력 있는 지역사회를 구축하는 데 기여한다.

## 관련 개념

### 기후변화 적응
기후변화 적응(climate change adaptation)은 기후변화의 영향에 적응하는 과정이다. 이는 현재 또는 예상되는 영향일 수 있다. 적응은 사람들에게 해를 끼치는 것을 완화하거나 방지하는 것을 목표로 한다. 기회를 활용하는 것도 목표이다. 인간은 자연계의 조정을 돕기 위해 개입할 수도 있다. 많은 적응 전략이나 옵션이 있다. 이는 사람과 자연에 대한 영향과 위험을 관리하는 데 도움이 될 수 있다. 적응 조치의 네 가지 유형은 인프라, 제도, 행동 및 자연 기반 옵션이다.
적응의 필요성은 장소에 따라 다르다. 이는 인간이나 생태계에 대한 위험에 따라 달라진다. 개발도상국은 기후 변화에 가장 취약하고 그 영향을 가장 많이 받기 때문에 적응이 특히 중요하다. 경제 생산량, 일자리 및 소득에 중요한 식량, 물 및 기타 부문에 대한 적응 요구가 높다.

### 재난위기경감
재난위기경감 (DRR, Disaster risk reduction)은 재난 시 위기 정도 산정 및 감소, 파악 접근 방법이다. 그 목적은 재난을 일으키는 환경적 혹은 여타 요소를 파악하여 사회경제적 취약성을 감소하기 위함이다. 1970년대부터 파악된 취약성에 대한 집단 연구결과 내용이 반영된 결과로 볼 수 있다. 구호단체 및 개발기관의 의무로 받아들여지고 있기도 한데 구호단체 활동에 있어서 덧붙이기 혹은 따로 활동하는 전략이 아니라 프로그램 자체에 녹아들어야 하는 전략이기 때문이다. 사실상 DRR은 그 범위가 매우 넓고 깊어서 통상 긴급구호 관리와는 다르다. DRR 전략이 모든 인도주의적 활동 및 개발 전략 분야에 포함될 잠재력도 충분하다.
DRR의 정의로 가장 널리 받아들여지는 것은 유엔개발기구의 것으로 “지속 가능한 개발의 넓은 맥락에서 역효과를 낼 수 있는 장해 요소를 제한하고 예방함으로써 사회 전반의 재난 위기와 취약성을 최소화할 수 있는 개념적 요소”를 지칭한다.

## 같이 보기
- 복원성 (생태학)